# Ukrán labdarúgó-szuperkupa
Az ukrán labdarúgó-szuperkupa (ukránul: Суперкубок України, magyar átírásban: Szuperkubok Ukrajini) az Ukrán labdarúgó-szövetség által évenként megrendezésre kerülő labdarúgó-mérkőzés az aktuális ukrán bajnok és ukránkupa-győztes között.
Az ukrán labdarúgó-szuperkupát 2004 óta rendezik meg, 2009-ig minden alkalommal a Dinamo Kijiv és a Sahtar Doneck csapatai között. A párharcok során 8 alkalommal a Sahtar Doneck, 6 alkalommal pedig a  Dinamo Kijiv diadalmaskodott.

## Szuperkupa-győztesek
- 2019: Dinamo Kijiv

Sahtar Doneck-Dinamo Kijiv 1-2
- 2018: Dinamo Kijiv

Sahtar Doneck-Dinamo Kijiv 0-1
- 2017: Sahtar Doneck

Sahtar Doneck-Dinamo Kijiv 2-0
- 2016: Dinamo Kijiv

Dinamo Kijiv-Sahtar Doneck 1-1, 11-esekkelː 4-3
- 2015: Sahtar Doneck

Sahtar Doneck-Dinamo Kijiv 2-0
- 2014: Sahtar Doneck

Sahtar Doneck-Dinamo Kijiv 2-0
- 2013: Sahtar Doneck

Sahtar Doneck-Csornomorec Odesza 3-1
- 2012: Sahtar Doneck

Sahtar Doneck-Metalurh Doneck 2-0
- 2011: Dinamo Kijiv

Dinamo Kijiv–Sahtar Doneck 3–1
- 2010: Sahtar Doneck

Sahtar Doneck–Tavrija Szimferopol 7–1
- 2009: Dinamo Kijiv

Dinamo Kijiv–Vorszkla Poltava 0:0, 11-esekkel: 4–2
- 2008: Sahtar Doneck

Sahtar Doneck–Dinamo Kijiv 1–1, 11-esekkel: 5–3
- 2007: Dinamo Kijiv

Dinamo Kijiv–Sahtar Doneck 2–2, 11-esekkel: 4–2
- 2006: Dinamo Kijiv

Dinamo Kijiv–Sahtar Doneck 2–0
- 2005: Sahtar Doneck

Sahtar Doneck–Dinamo Kijiv 1–1, 11-esekkel: 4–3
- 2004: Dinamo Kijiv

Dinamo Kijiv–Sahtar Doneck 1–1, 11-esekkel: 6–5

## Lásd még
- Ukrán labdarúgó-bajnokság